# Modena Football Club 2003-2004
Questa voce raccoglie le informazioni relative alle competizioni ufficiali disputate dal Modena Football Club nella stagione 2003-2004.

## Stagione
Dopo la salvezza del precedente torneo, per la stagione 2003-04 il Modena fu allenato da Malesani. Nelle prime giornate di campionato la squadra ottenne 3 vittorie consecutive, sorpassando addirittura l'Inter e trovandosi in zona UEFA. In seguito scese però di varie posizioni, finendo nella parte destra della classifica. Sostituito Malesani con Bellotto, gli emiliani mancarono la salvezza all'ultima giornata perdendo con la Lazio.

## Rosa
| N. |                      | Ruolo | Calciatore                  |
| -- | -------------------- | ----- | --------------------------- |
| 1  | Italia (bandiera)    | P     | Andrea Sentimenti           |
| 2  | Italia (bandiera)    | D     | Vincenzo Vado               |
| 3  | Italia (bandiera)    | D     | Jacopo Balestri             |
| 4  | Italia (bandiera)    | C     | Paolo Ponzo                 |
| 5  | Italia (bandiera)    | D     | Mauro Mayer (vice capitano) |
| 6  | Italia (bandiera)    | D     | Luca Ungari                 |
| 7  | Italia (bandiera)    | C     | Omar Milanetto              |
| 8  | Italia (bandiera)    | C     | Antonio Marasco             |
| 9  | Italia (bandiera)    | A     | Carlo Taldo                 |
| 9  | Rep. Ceca (bandiera) | C     | David Limberský             |
| 10 | Italia (bandiera)    | C     | Nicola Corrent              |
| 10 | Italia (bandiera)    | D     | Maurizio Domizzi            |
| 11 | Italia (bandiera)    | P     | Marco Ballotta (capitano)   |
| 13 | Italia (bandiera)    | P     | Adriano Zancopè             |
| 14 | Italia (bandiera)    | C     | Riccardo Allegretti         |
| 15 | Senegal (bandiera)   | A     | Diomansy Kamara             |
| 16 | Italia (bandiera)    | A     | Manuel De Luca              |

| N. |                                 | Ruolo | Calciatore              |
| -- | ------------------------------- | ----- | ----------------------- |
| 18 | Nigeria (bandiera)              | A     | Stephen Ayodele Makinwa |
| 19 | Bosnia ed Erzegovina (bandiera) | D     | Vedin Musić             |
| 20 | Italia (bandiera)               | A     | Fabio Vignaroli         |
| 21 | Italia (bandiera)               | A     | Nicola Amoruso          |
| 22 | Italia (bandiera)               | D     | Cristian Stellini       |
| 22 | Italia (bandiera)               | A     | Massimo Marazzina       |
| 23 | Italia (bandiera)               | D     | Simone Pavan            |
| 24 | Italia (bandiera)               | D     | Marco Bernardi          |
| 25 | Italia (bandiera)               | C     | Nicola Campedelli       |
| 26 | Italia (bandiera)               | D     | Andrea Camatti          |
| 27 | Italia (bandiera)               | D     | Matteo Pivotto          |
| 29 | San Marino (bandiera)           | D     | Roberto Cevoli          |
| 47 | Italia (bandiera)               | C     | Lorenzo Del Sole        |
| 77 | Italia (bandiera)               | C     | Massimo Scoponi         |
| 82 | Ghana (bandiera)                | D     | John Mensah             |
| 86 | Italia (bandiera)               | C     | Antonio Scrò            |
| 99 | Italia (bandiera)               | D     | Alessandro Grandoni     |

## Risultati

### Serie A

#### Girone di andata
| Arbitro: | Farina (Novi Ligure) |

|                           |           |  |
| Vieri 86’ Materazzi 90+4’ | Marcatori |  |

| Arbitro: | Morganti (Ascoli Piceno) |

|  |           |                    |
|  | Marcatori | 81’ (rig.) Pizarro |

| Arbitro: | Rodomonti (Teramo) |

|            |           |            |
| Bilica 63’ | Marcatori | 53’ Kamara |

| Arbitro: | Pieri (Genova) |

|                           |           |  |
| N. Amoruso 18’ Kamara 40’ | Marcatori |  |

| Arbitro: | Rodomonti (Teramo) |

|  |           |                                            |
|  | Marcatori | 54’ Cevoli 68’ Ungari 75’ (rig.) Milanetto |

| Arbitro: | Farina (Novi Ligure) |

|                            |           |  |
| Vignaroli 64’ Kamara 90+4’ | Marcatori |  |

| Arbitro: | Rodomonti (Teramo) |

|                                       |           |  |
| Morfeo 27’ Adriano 85’ Marchionni 87’ | Marcatori |  |

| Arbitro: | Morganti (Ascoli Piceno) |

|                |           |  |
| Allegretti 50’ | Marcatori |  |

| Arbitro: | Rodomonti (Teramo) |

|                |           |                |
| Dall'Acqua 31’ | Marcatori | 90’ Campedelli |

| Arbitro: | Gabriele (Frosinone) |

|  |           |                          |
|  | Marcatori | 42’ Trezeguet 50’ Nedvěd |

| Arbitro: | Messina (Bergamo) |

|                     |           |  |
| Shevchenko 24’, 67’ | Marcatori |  |

| Arbitro: | Paparesta (Bari) |

|           |           |             |
| Taldo 81’ | Marcatori | 84’ Bachini |

| Arbitro: | Messina (Bergamo) |

|                 |           |  |
| Totti 8’ (rig.) | Marcatori |  |

| Arbitro: | Collina (Viareggio) |

|             |           |            |
| Bazzani 50’ | Marcatori | 22’ Kamara |

| Arbitro: | Messina (Bergamo) |

|  |           |                                    |
|  | Marcatori | 43’ Cossato 68’ Lanna 79’ Barzagli |

| Arbitro: | Dondarini (Finale Emilia) |

|                                               |           |  |
| Lazetić 5’ Chiesa 44’ Ventola 71’ Morello 82’ | Marcatori |  |

| Arbitro: | Racalbuto (Gallarate) |

|                |           |           |
| Campedelli 61’ | Marcatori | López 24’ |

#### Girone di ritorno
| Arbitro: | Collina (Viareggio) |

|             |           |            |
| Makinwa 41’ | Marcatori | 11’ Recoba |

| Arbitro: | Gabriele (Frosinone) |

|                |           |  |
| Iaquinta 90+2’ | Marcatori |  |

| Arbitro: | Rodomonti (Teramo) |

|                             |           |           |
| Marazzina 37’ Milanetto 62’ | Marcatori | 6’ Bucchi |

| Arbitro: | De Santis (Roma) |

|               |           |                |
| Locatelli 35’ | Marcatori | 64’ N. Amoruso |

| Arbitro: | Saccani (Mantova) |

|                |           |            |
| N. Amoruso 39’ | Marcatori | 50’ Rocchi |

| Arbitro: | De Santis (Roma) |

|                      |           |  |
| Chevantón 24’ (rig.) | Marcatori |  |

| Arbitro: | Pieri (Genova) |

|                         |           |                                  |
| Pivotto 42’ Domizzi 60’ | Marcatori | 45’ (rig.) Gilardino 87’ Ferrari |

| Arbitro: | Tombolini (Ancona) |

|                     |           |               |
| Zé Maria 75’ (rig.) | Marcatori | 18’ Vignaroli |

| Arbitro: | Messina (Bergamo) |

|            |           |                                |
| Kamara 50’ | Marcatori | 16’ Bonazzoli 45+1’ Di Michele |

| Arbitro: | Pellegrino (Barcellona Pozzo di Gotto) |

|                                |           |               |
| Maresca 56’ Trezeguet 63’, 83’ | Marcatori | 68’ Marazzina |

| Arbitro: | De Santis (Roma) |

|                |           |              |
| N. Amoruso 51’ | Marcatori | 42’ Tomasson |

| Brescia 10 aprile 2004, ore 15:00 29ª giornata | Brescia               | 0 – 0 referto | Modena | Stadio Mario Rigamonti\| Arbitro: \| Racalbuto (Gallarate) \| |
| Arbitro:                                       | Racalbuto (Gallarate) |               |        |                                                               |

| Arbitro: | Pellegrino (Barcellona Pozzo di Gotto) |

|  |           |           |
|  | Marcatori | 55’ Totti |

| Arbitro: | Saccani (Mantova) |

|            |           |  |
| Kamara 59’ | Marcatori |  |

| Arbitro: | Dattilo (Locri) |

|                     |           |  |
| Sala 69’ Amauri 90’ | Marcatori |  |

| Arbitro: | Rodomonti (Teramo) |

|               |           |                              |
| Marazzina 84’ | Marcatori | 42’, 81’ Taddei 90+3’ Chiesa |

| Arbitro: | Messina (Bergamo) |

|                       |           |                |
| Corradi 17’ César 49’ | Marcatori | 84’ N. Amoruso |

### Coppa Italia

#### Secondo turno
| Arbitro: | Brighi (Cesena) |

|                                 |           |             |
| Criniti 62’ (rig.) Taccucci 71’ | Marcatori | 50’ Scoponi |

| Arbitro: | Cruciani (Pesaro) |

|                              |           |  |
| Vignaroli 36’ Campedelli 84’ | Marcatori |  |

#### Ottavi di finale
| Arbitro: | Messina (Bergamo) |

|  |           |                          |
|  | Marcatori | 42’ S. Inzaghi 65’ Muzzi |

| Arbitro: | Cassarà (Palermo) |

|              |           |  |
| Liverani 35’ | Marcatori |  |

## Statistiche di squadra
| Competizione | Punti | In casa | In casa | In casa | In casa | In casa | In casa | In trasferta | In trasferta | In trasferta | In trasferta | In trasferta | In trasferta | Totale | Totale | Totale | Totale | Totale | Totale | DR  |
| Competizione | Punti | G       | V       | N       | P       | Gf      | Gs      | G            | V            | N            | P            | Gf           | Gs           | G      | V      | N      | P      | Gf     | Gs     | DR  |
| ------------ | ----- | ------- | ------- | ------- | ------- | ------- | ------- | ------------ | ------------ | ------------ | ------------ | ------------ | ------------ | ------ | ------ | ------ | ------ | ------ | ------ | --- |
| Serie A      | 30    | 17      | 5       | 6       | 6       | 17      | 20      | 17           | 1            | 6            | 10           | 10           | 26           | 34     | 6      | 12     | 16     | 27     | 46     | −19 |
| Coppa Italia | -     | 2       | 1       | 0       | 1       | 2       | 2       | 2            | 0            | 0            | 2            | 1            | 3            | 4      | 1      | 0      | 3      | 3      | 5      | −2  |
| Totale       | -     | 19      | 6       | 6       | 7       | 19      | 22      | 19           | 1            | 8            | 10           | 11           | 29           | 38     | 7      | 14     | 17     | 30     | 51     | −21 |

### Statistiche dei giocatori
| Giocatore       | Serie A  | Serie A | Serie A     | Serie A    | Coppa Italia | Coppa Italia | Coppa Italia | Coppa Italia | Totale   | Totale | Totale      | Totale     |
| Giocatore       | Presenze | Reti    | Ammonizioni | Espulsioni | Presenze     | Reti         | Ammonizioni  | Espulsioni   | Presenze | Reti   | Ammonizioni | Espulsioni |
| --------------- | -------- | ------- | ----------- | ---------- | ------------ | ------------ | ------------ | ------------ | -------- | ------ | ----------- | ---------- |
| R. Allegretti   | 18       | 1       | 2           | 0          | 4            | 0            | 0            | 0            | 22       | 1      | 2           | 0          |
| N. Amoruso      | 25       | 5       | 0           | 0          | 1            | 0            | 0            | 0            | 26       | 5      | 0           | 0          |
| J. Balestri (I) | 33       | 0       | 6           | 0          | 2            | 0            | 0            | 0            | 35       | 0      | 6           | 0          |
| M. Ballotta     | 18       | -25     | 1           | 1          | 2            | -2           | 0            | 0            | 20       | -27    | 1           | 1          |
| M. Bernardi     | 0        | 0       | 0           | 0          | 1            | 0            | 0            | 0            | 1        | 0      | 0           | 0          |
| A. Camatti      | 0        | 0       | 0           | 0          | 1            | 0            | 0            | 0            | 1        | 0      | 0           | 0          |
| N. Campedelli   | 27       | 2       | 7           | 0          | 3            | 1            | 0            | 0            | 30       | 3      | 7           | 0          |
| R. Cevoli       | 27       | 1       | 5           | 0          | 2            | 0            | 0            | 0            | 29       | 1      | 5           | 0          |
| N. Corrent      | 3        | 0       | 0           | 0          | 4            | 0            | 1            | 0            | 7        | 0      | 1           | 0          |
| L. Del Sole     | 0        | 0       | 0           | 0          | 1            | 0            | 0            | 0            | 1        | 0      | 0           | 0          |
| M. Domizzi      | 17       | 1       | 6           | 0          | 0            | 0            | 0            | 0            | 17       | 1      | 6           | 0          |
| A. Grandoni     | 16       | 0       | 4           | 0          | 0            | 0            | 0            | 0            | 16       | 0      | 4           | 0          |
| D. Kamara       | 29       | 6       | 6           | 0          | 2            | 0            | 0            | 0            | 31       | 6      | 6           | 0          |
| D. Limberský    | 4        | 0       | 1           | 0          | 0            | 0            | 0            | 0            | 4        | 0      | 1           | 0          |
| S. Makinwa      | 17       | 1       | 0           | 0          | 0            | 0            | 0            | 0            | 17       | 1      | 0           | 0          |
| A. Marasco      | 31       | 0       | 8           | 0          | 2            | 0            | 0            | 0            | 33       | 0      | 8           | 0          |
| M. Marazzina    | 13       | 3       | 1           | 0          | 0            | 0            | 0            | 0            | 13       | 3      | 1           | 0          |
| M. Mayer        | 18       | 0       | 7           | 2          | 1            | 0            | 0            | 0            | 19       | 0      | 7           | 2          |
| J. Mensah       | 6        | 0       | 1           | 0          | 0            | 0            | 0            | 0            | 6        | 0      | 1           | 0          |
| O. Milanetto    | 25       | 2       | 7           | 0          | 1            | 0            | 1            | 0            | 26       | 2      | 8           | 0          |
| V. Musić        | 8        | 0       | 0           | 0          | 1            | 0            | 0            | 0            | 9        | 0      | 0           | 0          |
| S. Pavan        | 14       | 0       | 1           | 0          | 3            | 0            | 0            | 0            | 17       | 0      | 1           | 0          |
| M. Pivotto      | 13       | 1       | 2           | 0          | 2            | 0            | 0            | 0            | 15       | 1      | 2           | 0          |
| P. Ponzo        | 14       | 0       | 2           | 1          | 4            | 0            | 0            | 0            | 18       | 0      | 2           | 1          |
| M. Scoponi      | 17       | 0       | 3           | 1          | 3            | 1            | 2            | 0            | 20       | 1      | 5           | 1          |
| A. Scrò         | 0        | 0       | 0           | 0          | 1            | 0            | 0            | 0            | 1        | 0      | 0           | 0          |
| C. Stellini     | 2        | 0       | 0           | 0          | 2            | 0            | 0            | 0            | 4        | 0      | 0           | 0          |
| C. Taldo        | 9        | 1       | 0           | 0          | 4            | 0            | 0            | 0            | 13       | 1      | 0           | 0          |
| L. Ungari       | 16       | 1       | 4           | 0          | 2            | 0            | 0            | 0            | 18       | 1      | 4           | 0          |
| F. Vignaroli    | 31       | 2       | 4           | 0          | 4            | 1            | 0            | 0            | 35       | 3      | 4           | 0          |
| A. Zancopè      | 17       | -21     | 2           | 0          | 3            | -3           | 0            | 1            | 20       | -24    | 2           | 1          |